# Patyki
Patyki – zbiornik retencyjny na rzece Pilsi w pobliżu Zelowa. Ma powierzchnię 5,5 ha.